# Andrus Värnik
Andrus Värnik (Estonia, 27 de septiembre de 1977) es un atleta estonio, especialista en la prueba de lanzamiento de jabalina, con la que ha logrado ser campeón mundial en 2005.

## Carrera deportiva
En el Mundial de Helsinki 2005 ganó la medalla de oro en lanzamiento de jabalina, con un registro de 87.17 metros, quedando en el podio por delante del noruego Andreas Thorkildsen y ruso Sergey Makarov.
Dos años antes, en el Mundial de París 2003 también había conseguido medalla en jabalina, la de plata, tras el ruso Sergey Makarov y por delante del alemán Boris Henry.